# Arcagato (figlio di Agatocle di Siracusa)
Arcagato (in greco antico: Ἀρχάγαθος?, Archágathos; Siracusa, IV secolo a.C. – 307 a.C.) è stato il primogenito del tiranno Agatocle di Siracusa.

## Biografia
Arcagato era figlio primogenito di Agatocle di Siracusa ed aveva un fratellastro di nome analogo: Arcagato "di Libia". Suo padre era il tiranno greco di Siracusa che divenne il primo Re di Sicilia.
Egli accompagnò suo padre nella spedizione contro Cartagine nel 310 a.C. Scampò al pericolo di essere messo a morte durante un tumulto dei soldati, un evento da lui causato dopo aver ucciso un uomo di nome Licisco, che gli rimproverava di aver commesso incesto con la sua matrigna Alchia, madre della sua sorellastra paterna, Lanassa. Quando suo padre dovette tornare a Siracusa per urgenti affari di stato, Arcagato venne nominato dal padre comandante supremo della spedizione in terra d'Africa.
Inizialmente ottenne diverse vittorie militari, ma in seguito venne sconfitto per tre volte e fu costretto a rifugiarsi a Tunisi. Suo padre tornò in suo soccorso, ma l'ammutinamento dei soldati siracusani costrinse Agatocle a lasciare Cartagine. Arcagato venne assassinato dai soldati di Siracusa che poterono così realizzare la loro vendetta. Ebbe un figlio, che pure chiamò Arcagato, da moglie sconosciuta.